# The Village Lanterne
The Village Lanterne är gruppen Blackmore's Nights femte studioalbum, släppt januari 2006 i Japan och i Europa och USA mars/april 2006.

## Låtlista
Samtliga låtar skrivna av Ritchie Blackmore och Candice Night, om annat inte anges.
1. "25 Years" - 4:58
2. "Old Village Lanterne" - 5:14
3. "I Guess It Doesn't Matter Anymore" - 4:50
4. "The Messenger" (Ritchie Blackmore) - 2:55
5. "World of Stone" (Ritchie Blackmore/Candice Night/trad.) - 4:26
6. "Faerie Queen" - 4:57
7. "St. Teresa" (Joan Osborne/Eric Bazilian/Rob Hyman/Rick Chertoff) - 5:26
8. "Village Dance" (Ritchie Blackmore) - 1:58
9. "Mond Tanz/Child in Time" (Ritchie Blackmore/Ian Gillan/Roger Glover/Jon Lord/Ian Paice) - 6:12
10. "Streets of London" (Ralph McTell) - 3:48
11. "Just Call My Name (I'll Be There)" - 4:49
12. "Olde Mill Inn" - 3:21
13. "Windmills" - 3:27
14. "Street of Dreams" (Ritchie Blackmore/Joe Lynn Turner) - 4:35
15. "Once in a Garden" - 3:30
16. "Street of Dreams" (Ritchie Blackmore/Joe Lynn Turner) - 4:31 (duett med Joe Lynn Turner)